# Urbanización Las Acacias
Las Acacias es una de los sectores que conforman la ciudad de Cabimas en el estado Zulia (Venezuela). Pertenece a la parroquia Rómulo Betancourt.

## Ubicación
Se encuentra en la Av 43 entre las carreteras J y K, está rodeada de terrenos baldíos. 

## Zona Residencial
Las Acacias es una urbanización moderna, con calles rectas y organizadas. Tiene 2 plazas. Recibe su nombre de los abundantes árboles de Acacia del sector y de Cabimas.

## Transporte
La línea Nueva Rosa de la Nueva Cabimas, sigue por la carretera de la 32 hasta la 42, sigue la 42 hasta la J y regresa por la 41 hasta la K.